# Route 36 (Islande)
Pour les articles homonymes, voir Route 36.
La Route 36 (Þjóðvegur 36) ou Þingvallavegur est une route islandaise reliant Mosfellsbær à la Route 35, en passant par Þingvellir. Elle permet de relier la capitale Reykjavik aux sites touristiques du "Cercle d'or".

## Trajet
- Mosfellsbær -
- Þingvellir
  -  -  vers Borgarfjörður et 
  -  -  vers Laugarvatn, Geysir et Gullfoss
- - Barrage de Steingrímsstöð
- - Barrage d'Írafoss
- - Barrage de Ljósifoss
- Route 35